# Clubiona pomoa
Clubiona pomoa là một loài nhện trong họ Clubionidae.
Loài này thuộc chi Clubiona. Clubiona pomoa được Willis J. Gertsch miêu tả năm 1941.